# Division de Evans
| Evans División de la Cámara de Representantes de Australia | Evans División de la Cámara de Representantes de Australia |
| ---------------------------------------------------------- | ---------------------------------------------------------- |
| Creada                                                     | 1949                                                       |
| Abolida                                                    | 1977                                                       |
| Homónimo                                                   | George Evans                                               |

La División de Evans era una división electoral australiana en Nueva Gales del Sur. La división se creó en 1949 y fue abolida en 1977. Recibió el nombre de George Evans, uno de los primeros exploradores. Estaba ubicada en los suburbios del interior occidental de Sídney, incluidos Ashfield, Croydon y Drummoyne. Era un escaño marginal, ocupado tanto por el Partido Laborista Australiano como por el Partido Liberal de Australia.
- Datos: Q5284523